# Курбанов, Ахмеджан
Ахмеджан Курбанов (узб. Ahmadjon Qurbonov; 10 октября 1921 — 6 февраля 1945) — Гвардии майор Рабоче-крестьянской Красной Армии, участник Великой Отечественной войны, Герой Советского Союза (1945).

## Биография
Ахмеджан Курбанов родился 10 октября 1921 года в посёлке Шеркурган (ныне — Джамбайский район Самаркандской области Узбекистана). После окончания трёх курсов педучилища работал учителем. С 1930 года проживал в Ярославле, работал на Ярославском шинном заводе. В октябре 1940 года Курбанов был призван на службу в Рабоче-крестьянскую Красную Армию. Окончил Тамбовское пехотное училище и курсы «Выстрел». С начала 1943 года — на фронтах Великой Отечественной войны, уже в феврале того же года был ранен.
К июню 1944 года гвардии майор Ахмеджан Курбанов командовал батальоном 128-го гвардейского стрелкового полка 44-й гвардейской стрелковой дивизии 65-й армии 1-го Белорусского фронта. Отличился во время освобождения Белорусской ССР. Во время боёв под Бобруйском к северу от деревни Гухлино Курбанов, применив отвлекающий манёвр, успешно переправился через Нарев и захватил плацдарм на его западном берегу. Продолжая наступать, батальон захватил важную высоту и перерезал шоссе к северо-востоку от деревни Сывешено. Противник неоднократно контратаковал, но батальон удержал свои позиции. Только за время отражения одной из контратак бойцы Курбанова уничтожили 6 танков, 4 бронетранспортёра, 12 пулемётов, 185 солдат и офицеров противника. 6 февраля 1945 года Курбанов погиб в бою на территории Польши. Похоронен в братской могиле в деревне Шыных Куявско-Поморского воеводства Польши.

## Награды
Указом Президиума Верховного Совета СССР от 24 марта 1945 года за «образцовое выполнение боевых заданий командования на фронте борьбы с немецкими захватчиками и проявленные при этом мужество и героизм» гвардии майор Ахмеджан Курбанов посмертно был удостоен высокого звания Героя Советского Союза. Также был награждён орденами Ленина, Красного Знамени, Суворова 3-й степени, Кутузова 3-й степени, Отечественной войны 1-й степени, Красной Звезды, рядом медалей.

## Память
В честь Курбанова был назван совхоз и установлен бюст на его родине, названы станция и улица в Джамбае.